# Djebel Sahaba
Djebel Sahaba és un cementiri prehistòric a la vall del Nil (ara submergit al llac Nasser), prop de la frontera nord del Sudan amb Egipte al nord-est d'Àfrica. S'associa amb la cultura Qadan, datada al Dryas jove fa uns 12.000 a 15.000 anys, amb un esquelet datat per radiocarboni fa aproximadament 13.140-14.340 anys. Les dates d'apatita més noves indiquen que el lloc té almenys 11.600 anys. Va ser descobert l'any 1964 per un equip dirigit per Fred Wendorf.
El lloc es cita sovint com l'evidència més antiga coneguda de guerra o violència sistèmica entre grups. Alguns antropòlegs argumenten que les morts estaven relacionades amb les pressions ambientals.